# Cyclopera
Cyclopera is een geslacht van vlinders van de familie Uilen (Noctuidae), uit de onderfamilie Amphipyrinae.

## Soorten
- C. antemedialis Gaede, 1935
- C. bucephalidia (Hampson, 1902)
- C. galactiplaga (Hampson, 1902)
- C. gallienii Viette, 1960
- C. similis (Hampson, 1902)